# Emre Can Dönmez
Emre Can Dönmez (* 12. April 1999 in Mersin) ist ein türkischer Fußballspieler.

## Karriere
Dönmez erlernte das Fußballspielen u. a. in den Nachwuchsabteilungen der Vereine Mersin Cam SK und Mersin İdman Yurdu.
Aufgrund von Spielermangel und einer Transfersperre erhielt er bei letzterem im Sommer 2016 zusammen mit anderen Nachwuchsspielern einen Profivertrag und wurde Teil der Profimannschaft. Sein Profidebüt gab er am 28. August 2016 in der Ligabegegnung gegen Sivasspor.